# Antonio Bonezzi
Antonio Bonezzi, conosciuto anche come Tony Bonezzi (in ebraico אנטוניו בונזי‎?; Córdoba, 30 novembre 1931 – 1º gennaio 1967), è stato un calciatore argentino con cittadinanza israeliana naturalizzato statunitense, di ruolo centrocampista.

## Biografia
Nativo dell'Argentina, nel corso della sua carriera agonistica ha vissuto in Messico, Canada, Stati Uniti d'America e Israele. È morto in Israele a seguito di un incidente, che ha coinvolto anche il suo compagno di squadra Carlos Bustamante, rimasto gravemente ferito e costretto poi al ritiro.

## Carriera

### Club
Di ruolo interno destro, inizia la carriera in patria nell'Independiente per poi proseguire in Messico. Dal 1954 al 1956 è in forza al Puebla, nella massima divisione messicana, con cui ottiene come miglior piazzamento il nono posto nella stagione 1954-1955.
Nella stagione 1956-1957 passa all'Atlas, sempre nella massima serie messicana, per poi concludere il campionato allo Zamora, con cui vince il torneo cadetto 1956-1957.
Nella stagione 1958-1959 ritorna all'Atlas, sempre nella massima serie, con cui ottiene il nono posto in campionato.
Nel giugno 1959 si trasferisce in Canada per giocare nei Canadian Alouettes, squadra della NSL. Nella stagione 1959 segna 10 reti.
A fine 1959 passa agli statunitensi del Colombo, squadra dell'American Soccer League. Con il Colombo vince la American Soccer League 1959-1960, marcando 12 reti, e mettendo a segno una tripletta il 3 aprile 1960 nella vittoria per 7-2 contro i Newark Falcons.
Nel maggio 1960 torna agli Alouettes, divenuti ora Concordia, per poi partire nell'agosto dello stesso anno in tournée con il Colombo in Italia, evento che però farà entrare in crisi il club e che ne causerà la dissoluzione.
Ritorna così per la terza volta al Concordia che lo cederanno in prestito ai Brooklyn Italians, squadra dell'American Soccer League. Nel gennaio 1961 si aggrega al New York Hakoah impegnato in una tournée alle Bermuda.
Chiusa l'esperienza con il club di Brooklyn Bonezzi si trasferisce in Israele per giocare nel Beitar Tel Aviv, con il compagno di squadra alla Colombo Carlos Bustamante, con cui verrà inizialmente squalificato dalla locale federazione in quanto stranieri e poi reintegrati. Con il club di Tel Aviv al termine della Liga Leumit 1960-1961 retrocede nella serie cadetta israeliana.
Nell'aprile 1962 Bonezzi torna negli Stati Uniti, ingaggiato dagli Ukrainian Nationals. Esordisce con gli Ukrainians nella partita valida per la National Challenge Cup 1962 dell'8 aprile 1962 contro Pittsburgh Beadlings. Con la sua nuova squadra vince la sua seconda American Soccer League.
Lasciati gli Ukrainians passa ai Buffalo White Eagles militanti nella Eastern Canada Professional Soccer League. Con le White Eagles chiuderà il campionato al quinto ed ultimo posto.
Terminata l'esperienza con la squadra di Buffalo Bonezzi tornerà al Beitar Tel Aviv, con cui disputerà anche due campionati nella massima serie israeliana e con cui militerà sino alla morte.

### Nazionale
Bonezzi è uno dei pochi giocatori ad aver giocato con due nazionali diverse nello stesso anno. Pur essendo argentino venne convocato dalla nazionale statunitense nel febbraio 1961, giocando una amichevole contro la Colombia. Nel dicembre seguente è invece chiamato a vestire la maglia della nazionale israeliana in una amichevole contro la Jugoslavia.

## Statistiche

### Cronologia presenze e reti in nazionale
| Cronologia completa delle presenze e delle reti in nazionale ― Stati Uniti | Cronologia completa delle presenze e delle reti in nazionale ― Stati Uniti | Cronologia completa delle presenze e delle reti in nazionale ― Stati Uniti | Cronologia completa delle presenze e delle reti in nazionale ― Stati Uniti | Cronologia completa delle presenze e delle reti in nazionale ― Stati Uniti | Cronologia completa delle presenze e delle reti in nazionale ― Stati Uniti | Cronologia completa delle presenze e delle reti in nazionale ― Stati Uniti | Cronologia completa delle presenze e delle reti in nazionale ― Stati Uniti |
| Data                                                                       | Città                                                                      | In casa                                                                    | Risultato                                                                  | Ospiti                                                                     | Competizione                                                               | Reti                                                                       | Note                                                                       |
| -------------------------------------------------------------------------- | -------------------------------------------------------------------------- | -------------------------------------------------------------------------- | -------------------------------------------------------------------------- | -------------------------------------------------------------------------- | -------------------------------------------------------------------------- | -------------------------------------------------------------------------- | -------------------------------------------------------------------------- |
| 5-2-1961                                                                   | Bogotà                                                                     | Colombia                                                                   | 2 – 0                                                                      | Stati Uniti                                                                | Amichevole                                                                 | -                                                                          |                                                                            |
| Totale                                                                     |                                                                            | Presenze                                                                   | 1                                                                          |                                                                            | Reti                                                                       | 0                                                                          |                                                                            |

| Cronologia completa delle presenze e delle reti in nazionale ― Israele | Cronologia completa delle presenze e delle reti in nazionale ― Israele | Cronologia completa delle presenze e delle reti in nazionale ― Israele | Cronologia completa delle presenze e delle reti in nazionale ― Israele | Cronologia completa delle presenze e delle reti in nazionale ― Israele | Cronologia completa delle presenze e delle reti in nazionale ― Israele | Cronologia completa delle presenze e delle reti in nazionale ― Israele | Cronologia completa delle presenze e delle reti in nazionale ― Israele |
| Data                                                                   | Città                                                                  | In casa                                                                | Risultato                                                              | Ospiti                                                                 | Competizione                                                           | Reti                                                                   | Note                                                                   |
| ---------------------------------------------------------------------- | ---------------------------------------------------------------------- | ---------------------------------------------------------------------- | ---------------------------------------------------------------------- | ---------------------------------------------------------------------- | ---------------------------------------------------------------------- | ---------------------------------------------------------------------- | ---------------------------------------------------------------------- |
| 14-12-1961                                                             | Ramat Gan                                                              | Israele                                                                | 0 – 2                                                                  | Jugoslavia                                                             | Amichevole                                                             | -                                                                      | 46’                                                                    |
| Totale                                                                 |                                                                        | Presenze                                                               | 1                                                                      |                                                                        | Reti                                                                   | 0                                                                      |                                                                        |

## Palmarès

### Competizioni nazionali
- Segunda División: 1

Zamora: 1956-1957
- American Soccer League: 2

Colombo: 1959-1960
Ukrainian Nationals: 1961-1962